# فراکسیون سیاه کنگره
فراکسیون سیاه کنگره (انگلیسی: Congressional Black Caucus) سازمانی است به نمایندگی از نمایندگان سیاهپوست کنگره ایالات متحده آمریکا. عضویت در آن منحصر به سیاهپوستان است. رئیس آن در یکصد و چهاردهمین کنگره ایالات متحده آمریکا، جی. کی. باترفیلد نماینده کارولینای شمالی است.